# Altona International 2002
Die Altona International 2002 im Badminton fanden im April 2002 statt. 

## Medaillengewinner
| Disziplin    | Gold                            | Silber                                | Bronze                         |
| ------------ | ------------------------------- | ------------------------------------- | ------------------------------ |
| Herreneinzel | Geoffrey Bellingham             | Nick Hall                             | Stuart Brehaut                 |
| Herreneinzel | Geoffrey Bellingham             | Nick Hall                             | Nathan Malpass                 |
| Dameneinzel  | Lenny Permana                   | Rayoni Head                           | Kellie Lucas                   |
| Dameneinzel  | Lenny Permana                   | Rayoni Head                           | Jane Crabtree                  |
| Herrendoppel | John Gordon Daniel Shirley      | Stuart Brehaut Travis Denney          | Peter Blackburn Murray Hocking |
| Herrendoppel | John Gordon Daniel Shirley      | Stuart Brehaut Travis Denney          | Boyd Cooper Nathan Malpass     |
| Damendoppel  | Tammy Jenkins Rhona Robertson   | Nicole Gordon Sara Runesten-Petersen  | Renee Flavell Rachel Hindley   |
| Damendoppel  | Tammy Jenkins Rhona Robertson   | Nicole Gordon Sara Runesten-Petersen  | Rhonda Cator Kate Wilson-Smith |
| Mixed        | Travis Denney Kate Wilson-Smith | Daniel Shirley Sara Runesten-Petersen | Craig Cooper Tammy Jenkins     |
| Mixed        | Travis Denney Kate Wilson-Smith | Daniel Shirley Sara Runesten-Petersen | John Moody Lianne Shirley      |